# موری تاداماسا

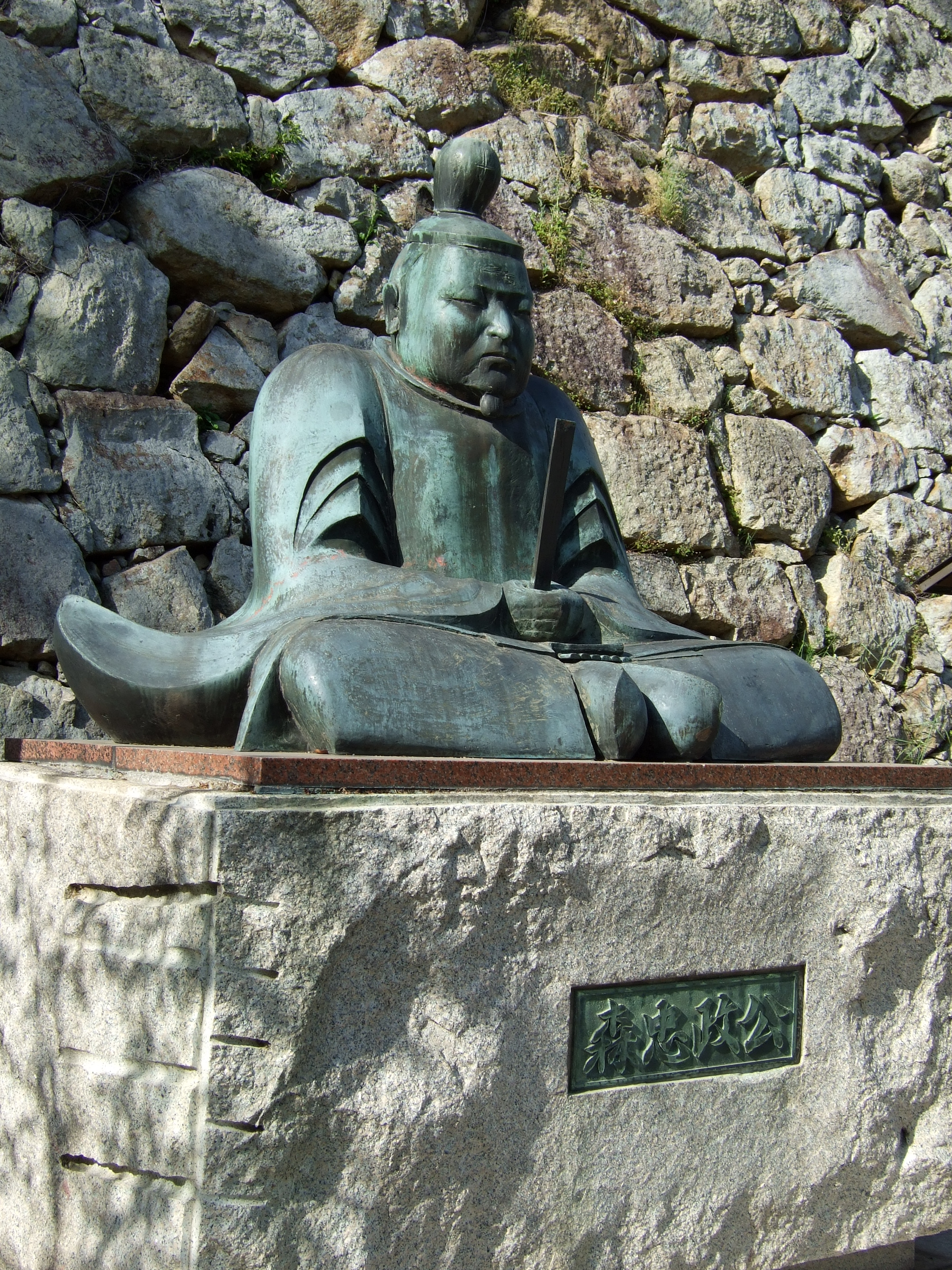

موری تاداماسا (به ژاپنی: 森忠政); ۱ ژانویهٔ ۱۵۷۰} – ۱ ژانویهٔ ۱۶۳۴) یک سامورایی، دایمیو در دوره ادو پسر موری یوشی‌ناری اهل ژاپن بود. او برادر موری ناگایوشی (۱۵۵۸–۱۵۸۴) و موری رانمارو (۱۵۶۵–۱۵۸۲) بود.